# Un ami ça n'a pas de prix
Singles de Johnny Hallyday
Le Pénitencier
(1964) Quand revient la nuit
(1965)
Un ami ça n'a pas de prix est une chanson de Johnny Hallyday. Elle est sortie sur l'EP Johnny lui dit adieu / Un ami ça n'a pas de prix en 1965.

## Développement et composition
La chanson est écrite par Georges Aber et Larry Gréco

## Liste des pistes
EP 7" / 45 tours Philips 437.007 BE (1974, France)
A1. Johnny lui dit adieu (Tell Her Johnny Said Goodbye) (2:42)
A2. On te montrera du doigt (You Finally Said Something Good) (2:27)
B1. Un ami ça n'a pas de prix (2:26)
B2. Maudite rivière (2:31)

## Classements
Dans le hit-parade wallon l'EP était considéré comme un single double face A, avec les deux faces (Johnny lui dit adieu et Un ami ça n'a pas de prix).

### Un ami ça n'a pas de prix
| Classement (1965)                       | Meilleure position |
| --------------------------------------- | ------------------ |
| Belgique (Wallonie Ultratop 50 Singles) | 6                  |

### Johnny lui dit adieu
| Classement (1965)                       | Meilleure position |
| --------------------------------------- | ------------------ |
| Belgique (Flandre Ultratop 50 Singles)  | 19                 |
| France                                  | 5                  |
| Belgique (Wallonie Ultratop 50 Singles) | 6                  |